# Sphère de Hill
« Sphère de Roche » redirige ici. Ne pas confondre avec Lobe de Roche ni Limite de Roche.
 (septembre 2020).
Si vous disposez d'ouvrages ou d'articles de référence ou si vous connaissez des sites web de qualité traitant du thème abordé ici, merci de compléter l'article en donnant les références utiles à sa vérifiabilité et en les liant à la section « Notes et références ».
En astronomie, la sphère de Hill (ou sphère de Roche) d'un corps A en orbite autour d'un autre B, plus massif, est une approximation de la zone d'influence gravitationnelle de ce premier corps A, c'est-à-dire du volume d'espace où la satellisation d'un troisième corps C de masse négligeable devant les deux premiers, est possible autour du premier corps A, lui-même en orbite, sans être capturé par le deuxième B. 
Le concept a été défini par l'astronome américain George William Hill, sur la base de travaux antérieurs de l'astronome français Édouard Roche.

Tracé de courbes d'un système à deux corps considérant la gravité et l'inertie à un instant. Les sphères de Hill sont les régions circulaires autour des deux grandes masses.
Pour la Terre la sphère de Hill s'étend entre les points L1 et L2 (les rayons de la Terre et du Soleil ne sont pas à l'échelle).

## Explication simplifiée
Dans le cas de la planète Jupiter, en orbite autour du Soleil, il est possible de calculer en tout point de l'espace la somme des trois forces suivantes :
- la force de gravitation causée par Jupiter ;
- la force de gravitation causée par le Soleil ;
- la force centrifuge expérimentée par une particule située en ce point et se déplaçant à la même vitesse angulaire que Jupiter autour du Soleil.

La sphère de Hill de Jupiter est la plus grande sphère, centrée sur Jupiter, à l'intérieur de laquelle la somme de ces trois forces est toujours dirigée vers la planète. En d'autres termes, la résultante de ces trois forces est une force centripète et la sphère de Hill décrit la limite qu'un objet plus petit comme une lune ou un satellite artificiel peut occuper pour tourner autour de Jupiter. Mathématiquement parlant, la sphère de Hill est le lieu où le gradient des champs gravitationnels de Jupiter et du Soleil s'équilibrent. Il est également possible d'exprimer ceci comme le lieu où les forces de marée des deux objets sont égales. Au-delà de cette sphère, un troisième objet en orbite autour de Jupiter serait petit à petit dévié par les forces de marée du Soleil et finirait par orbiter autour de ce dernier.

## Détails

### Rayon
Si un objet de masse m orbite un objet plus lourd de masse M avec un demi-grand axe a et une excentricité e, alors le rayon r de sa sphère de Hill est, approximativement, :
{\displaystyle r\approx a(1-e){\sqrt[{3}]{\frac {m}{3M}}}}
Si l'excentricité est négligeable, cette valeur devient :
{\displaystyle r\approx a{\sqrt[{3}]{\frac {m}{3M}}}}
Le diamètre de la sphère de Hill est grosso modo égal à la distance séparant les points de Lagrange L1 et L2 de l'objet {\displaystyle m}.

### Relation remarquable à propos de la période
En négligeant l'excentricité de l'orbite, la période de révolution {\displaystyle T_{\mathrm {Hill} }} d'un objet orbitant au rayon de Hill {\displaystyle r} autour du corps de masse {\displaystyle m} est toujours proportionnelle à la période de révolution {\displaystyle T} de ce corps orbitant autour du corps de masse {\displaystyle M} ({\displaystyle M>>m}) au demi-grand axe {\displaystyle a}, d'un facteur tel que :
{\displaystyle T\approx {\sqrt {3}}\ T_{\mathrm {Hill} }}
et ce, quelles que soient la masse des objets considérés et leur distance relative, pourvu que l'approximation de Hill s'applique.

### Véritable région de stabilité
La sphère de Hill n'est qu'une approximation, car d'autres forces entrent en jeu (comme la pression de radiation ou l'effet Yarkovsky) qui peuvent également perturber l'orbite de l'objet. En outre, le troisième objet doit être de masse suffisamment petite par rapport aux deux autres pour ne pas compliquer le résultat.

## Exemples
Dans le système solaire, la planète qui a la plus grande sphère de Hill est Neptune, avec un rayon de 116 millions de kilomètres, soit 0,775 au : sa grande distance au Soleil compense sa masse par rapport à Jupiter, dont la sphère de Hill mesure 53 millions de kilomètres de rayon. Pour la Terre, le rayon atteint 1,5 million de kilomètres, soit 0,01 ua. La Lune orbite à la distance de 380 000 km et est donc située bien à l'intérieur de la sphère de Hill terrestre. Dans la ceinture d'astéroïdes, le rayon de la sphère de Hill de Cérès mesure 220 000 km ; cette valeur décroît rapidement avec la masse des astéroïdes situés dans la même région. Dans le cas de (66391) Moshup, un astéroïde herméocroiseur doté d'une lune (Squannit), le rayon de la sphère de Hill varie entre 120 et 22 km selon que l'astéroïde est à son aphélie ou son périhélie. Par exemple, la sonde Phobos-Grunt, qui devait explorer Phobos, la lune de Mars (mais ne put mener à bien sa mission), n'aurait pas pu se placer en orbite autour de l'astre, car le rapport de masse entre Phobos et Mars (valant 1 pour 60 millions) et le demi-grand axe de l'orbite de Phobos autour de Mars (9 377 km) fixent la limite de l'influence gravitationnelle de Phobos à 16 km. Compte tenu de l'irrégularité de la forme de Phobos, cette orbite n'aurait pas pu être viable.

## Corps du système solaire
|                            | Nom     | Masse (Terre = 1) | Masse (kg)    | Demi-grand axe (au) | Excentricité de l'orbite | Rayon de Hill (km) | Rayon de Hill (UA) |
| -------------------------- | ------- | ----------------- | ------------- | ------------------- | ------------------------ | ------------------ | ------------------ |
| Planètes telluriques       | Mercure | 0.055             | 0.33 × 1024   | 0.387               | 0.206                    | 180 000            | 0.001              |
| Planètes telluriques       | Vénus   | 0.815             | 4.86 × 1024   | 0.723               | 0.007                    | 1 000 000          | 0.007              |
| Planètes telluriques       | Terre   | 1                 | 5.97 × 1024   | 1                   | 0.0167                   | 1 500 000          | 0.010              |
| Planètes telluriques       | Mars    | 0.107             | 0.64 × 1024   | 1.523               | 0.093                    | 1 000 000          | 0.007              |
| Planètes géantes gazeuses  | Jupiter | 317.7             | 1898.6 × 1024 | 5.203               | 0.048                    | 50 600 000         | 0.338              |
| Planètes géantes gazeuses  | Saturne | 95.2              | 568.46 × 1024 | 9.537               | 0.054                    | 61 600 000         | 0.412              |
| Planètes géantes de glaces | Uranus  | 14.5              | 86.81 × 1024  | 19.229              | 0.044                    | 67 100 000         | 0.448              |
| Planètes géantes de glaces | Neptune | 17.1              | 102.43 × 1024 | 30.104              | 0.009                    | 115 000 000        | 0.769              |
| Planètes naines            | Cérès   | 0.000 15          | 0.0009 × 1024 | 2.77                | 0.080                    | 200 000            | 0.001              |
| Planètes naines            | Pluton  | 0.002 2           | 0.013 × 1024  | 39.48               | 0.250                    | 5 800 000          | 0.039              |
| Planètes naines            | Éris    | 0.002 8           | 0.016 × 1024  | 67.67               | 0.442                    | 8 000 000          | 0.053              |